# Milčinski
Milčinski je priimek več znanih Slovencev:
- Breda Slodnjak (r. Milčinski) (1911–2001), slavistka, hči Frana Milčinskega, žena Antona Slodnjaka
- Fran Milčinski (1867–1932), sodnik za mladoletne, dramatik, pisatelj
- Frane Milčinski - Ježek (1914–1988), satirik, mladinski pisatelj, igralec, režiser, humorist, pesnik in šansonjer, sin Frana Milčinskega
- Grega Milčinski, elektrotehnik, inovator (vnuk Franeta Milčinskega - Ježka)
- Jana Milčinski (1920–2007), pisateljica, žena Franeta Milčinskega
- Janez Milčinski (1913–1993), strokovnjak za sodno medicino in deontolog, univ. profesor, akademik, sin Frana Milčinskega
- Juš Milčinski, improvizator, humorist, režiser, igralec, scenarist, sin Matije Milčinskega
- Lev Milčinski (1916–2001), psihiater, univ. profesor, akademik, sin Frana Milčinskega
- Maja Milčinski (*1956), filozofinja, sinologinja, univ. profesorica, prevajalka, hči Janeza Milčinskega
- Marija Krejči (por. Milčinski) (1880–1945), žena Fran Milčinskega, mati Brede, Janeza, Franeta in Leva
- Metka Milčinski (*1954), zdravnica internistka, univ. profesorica, hči Janeza Milčinskega
- Matevž Milčinski, strojnik (sin Franeta - Ježka in Jane)
- Matija Milčinski (*1945), lutkovni režiser, sin Franeta - Ježka in Jane Milčinski
- Nana Milčinski (*1977), režiserka, dramaturginja, pevka, performerka, hči Matije Milčinskega